# Cichlasoma urophthalmus
Espèce
Le Cichlidé Maya (Cichlasoma urophthalmus) est une espèce de poissons d'eau douce, originaire d'Amérique centrale, mais qui se rencontre également dans le sud de la Floride (États-Unis).
Du Mexique au Nicaragua, il est apprécié pour sa chair et est élevé en aquaculture. En Amérique du Nord, il est surtout élevé en aquarium, bien que ce ne soit pas une espèce très répandue en aquariophilie.

## Description
Cichlasoma urophthalmus mesure jusqu'à 40 cm pour un poids maximum de 1 130 g.